# SM i innebandy för herrar
SM i innebandy för herrar avgörs genom en grundserie, Svenska superligan, och sedan SM-slutspel. Laget som vinner slutspelet blir svenska mästare. Svenska mästare har korats sedan 1983.
| Nr | Lag                  | SM-Guld | ÅR                                                   |
| -- | -------------------- | ------- | ---------------------------------------------------- |
| 1  | Storvreta IBK        | 9       | 2010, 2011, 2012, 2016, 2018, 2019, 2023, 2024, 2025 |
| 2  | IBF Falun            | 6       | 2013, 2014, 2015, 2017, 2021, 2022                   |
| 3  | IBK Lockerud         | 5       | 1987, 1988, 1990, 1991, 1992                         |
| 4  | Warbergs IC 85       | 4       | 1998, 2005, 2007, 2008                               |
| 5  | Kolarbyn/Fagersta IF | 3       | 1983, 1985, 1989                                     |
| 6  | Haninge IBK          | 3       | 1999, 2000, 2001                                     |
| 7  | Balrog IK            | 3       | 1993, 1996, 2004                                     |
| 8  | Fornudden IB         | 2       | 1994, 1997                                           |
| 9  | Pixbo Wallenstam IBK | 2       | 2002, 2003                                           |
| 10 | AIK                  | 2       | 2006, 2009                                           |
| 11 | Tomasgårdens IF      | 1       | 1984                                                 |
| 12 | Norrstrands IBK      | 1       | 1986                                                 |
| 13 | Kista IBK            | 1       | 1995                                                 |

## Svenska mästare genom åren
| - 1983 - Kolarbyns IBS - 1984 - Tomasgårdens IF - 1985 - Kolarbyns IBS - 1986 - Norrstrands IBK - 1987 - IBK Lockerud - 1988 - IBK Lockerud - 1989 - Kolarbyn/Fagersta IF - 1990 - IBK Lockerud - 1991 - IBK Lockerud - 1992 - IBK Lockerud - 1993 - Balrog IK - 1994 - Fornudden IB - 1995 - Kista IBK - 1996 - Balrog IK - 1997 - Fornudden IB - 1998 - Warbergs IC 85 - 1999 - Haninge IBK - 2000 - Haninge IBK - 2001 - Haninge IBK | - 2002 - Pixbo Wallenstam IBK - 2003 - Pixbo Wallenstam IBK - 2004 - Balrog IK - 2005 - Warbergs IC 85 - 2006 - AIK - 2007 - Warbergs IC 85 - 2008 - Warbergs IC 85 - 2009 - AIK - 2010 - Storvreta IBK - 2011 - Storvreta IBK - 2012 - Storvreta IBK - 2013 - IBF Falun - 2014 - IBF Falun - 2015 - IBF Falun - 2016 - Storvreta IBK - 2017 - IBF Falun - 2018 - Storvreta IBK - 2019 - Storvreta IBK - 2020 - IBF Falun* - 2021 - IBF Falun - 2022 - IBF Falun - 2023 - Storvreta IBK - 2024 - Storvreta IBK - 2025 - Storvreta IBK |

* På grund av utbrottet av coronaviruset (COVIID-19) i världen valde svenska innebandyförbundet att avsluta säsongen utan något slutspel och istället tilldela grundserievinnaren Falun SM-guldet. 

### Fotnoter
1. ↑  ”SM, seniorer”. Svenska innebandyförbundet. Arkiverad från originalet den 27 april 2016. https://web.archive.org/web/20160427042344/http://www.innebandy.se/StatistikHistorik/SM-medaljer-genom-tiderna/SM-seniorer/. Läst 16 april 2016.
2. ↑  ”Arkiverade kopian”. Arkiverad från originalet den 20 mars 2020. https://web.archive.org/web/20200320200934/https://innebandy.se/inlaegg/lista/svenska-innebandyforbundet-avslutar-sasongen/. Läst 25 mars 2020.